# 谭仲池
谭仲池（1949年10月—），男，湖南浏阳人，中华人民共和国政治人物、作家。大学学历。

## 生平
1977年11月加入中国共产党。历任中共浏阳县委副书记、副县长、代县长、县长；潇湘电影制片厂厂长；娄底地委委员、行署副专员:1674；湖南省政府副秘书长；长沙市委副书记、副市长、代市长、市长等职。2007年7月，当选湖南省文联主席，次年1月当选湖南省政协副主席。2016年4月，卸任湖南省文联主席职务。